# Florida (Portoryko)
Florida – miasto w Portoryko.